# Zápas na Letních olympijských hrách 1992
Zápas na Letních olympijských hrách 1992 v Barceloně nabídl souboje o dvacet sad medailí a to v deseti váhových kategoriích ve volném stylu a v deseti v řecko-římském.

## Medailisté

### Volný styl
| Kategorie | Zlato                                            | Stříbro                                     | Bronz                                               |
| --------- | ------------------------------------------------ | ------------------------------------------- | --------------------------------------------------- |
| 48 kg     | Kim Il-ong · Severní Korea (PRK)                 | Kim Čong-sin · Jižní Korea (KOR)            | Vugar Orudžov · Sjednocený tým (EUN)                |
| 52 kg     | Li Hak-son · Severní Korea (PRK)                 | Zeke Jones · Spojené státy americké (USA)   | Valentin Jordanov · Bulharsko (BUL)                 |
| 57 kg     | Alejandro Puerto · Kuba (CUB)                    | Sergej Smal · Sjednocený tým (EUN)          | Kim Yong-sik · Severní Korea (PRK)                  |
| 62 kg     | John Smith · Spojené státy americké (USA)        | Askar Mohammadaján · Írán (IRI)             | Lázaro Reinoso · Kuba (CUB)                         |
| 68 kg     | Arsen Fadzajev · Sjednocený tým (EUN)            | Valentin Gecov · Bulharsko (BUL)            | Kósei Akaiši · Japonsko (JPN)                       |
| 74 kg     | Pak Čang-sun · Jižní Korea (KOR)                 | Kenny Monday · Spojené státy americké (USA) | Amír'rezá Chádem · Írán (IRI)                       |
| 82 kg     | Kevin Jackson · Spojené státy americké (USA)     | Elmad Džabrajilov · Sjednocený tým (EUN)    | Rasúl Chádem · Írán (IRI)                           |
| 90 kg     | Macharbek Chadarcev · Sjednocený tým (EUN)       | Kenan Şimşek · Turecko (TUR)                | Christopher Campbell · Spojené státy americké (USA) |
| 100 kg    | Leri Chabelovi · Sjednocený tým (EUN)            | Heiko Balz · Německo (GER)                  | Ali Kayalı · Turecko (TUR)                          |
| 130 kg    | Bruce Baumgartner · Spojené státy americké (USA) | Jeffrey Thue · Kanada (CAN)                 | Davit Gobedžišvili · Sjednocený tým (EUN)           |

### Řecko-římský zápas
| Kategorie | Zlato                                       | Stříbro                                         | Bronz                                       |
| --------- | ------------------------------------------- | ----------------------------------------------- | ------------------------------------------- |
| 48 kg     | Oleh Kučerenko · Sjednocený tým (EUN)       | Vincenzo Maenza · Itálie (ITA)                  | Wilber Sánchez · Kuba (CUB)                 |
| 52 kg     | Jon Rønningen · Norsko (NOR)                | Alfred Ter-Mkrtčjan · Sjednocený tým (EUN)      | Min Kyung-gab · Jižní Korea (KOR)           |
| 57 kg     | An Han-bong · Jižní Korea (KOR)             | Rifat Yildiz · Německo (GER)                    | Šeng Ce-tchien · Čína (CHN)                 |
| 62 kg     | Mehmet Âkif Pirim · Turecko (TUR)           | Sergej Martynov · Sjednocený tým (EUN)          | Juan Marén · Kuba (CUB)                     |
| 68 kg     | Attila Repka · Maďarsko (HUN)               | Islam Dugučijev · Sjednocený tým (EUN)          | Rodney Smith · Spojené státy americké (USA) |
| 74 kg     | Mnacakan Iskandarjan · Sjednocený tým (EUN) | Józef Tracz · Polsko (POL)                      | Torbjörn Kornbakk · Švédsko (SWE)           |
| 82 kg     | Péter Farkas · Maďarsko (HUN)               | Piotr Stępień · Polsko (POL)                    | Daulet Turlychanov · Sjednocený tým (EUN)   |
| 90 kg     | Maik Bullmann · Německo (GER)               | Hakkı Başar · Turecko (TUR)                     | Gogi Koguašvili · Sjednocený tým (EUN)      |
| 100 kg    | Héctor Milián · Kuba (CUB)                  | Dennis Koslowski · Spojené státy americké (USA) | Sergej Děmjaškevič · Sjednocený tým (EUN)   |
| 130 kg    | Alexandr Karelin · Sjednocený tým (EUN)     | Tomas Johansson · Švédsko (SWE)                 | Ioan Grigoraș · Rumunsko (ROU)              |

## Přehled medailí
| Pořadí | Země                         | Zlato | Stříbro | Bronz | Celkově |
| ------ | ---------------------------- | ----- | ------- | ----- | ------- |
| 1      | Sjednocený tým (EUN)         | 6     | 5       | 5     | 16      |
| 2      | Spojené státy americké (USA) | 3     | 3       | 2     | 8       |
| 3      | Jižní Korea (KOR)            | 2     | 1       | 1     | 4       |
| 4      | Kuba (CUB)                   | 2     | 0       | 3     | 5       |
| 5      | Severní Korea (PRK)          | 2     | 0       | 1     | 3       |
| 6      | Maďarsko (HUN)               | 2     | 0       | 0     | 2       |
| 7      | Turecko (TUR)                | 1     | 2       | 1     | 4       |
| 8      | Německo (GER)                | 1     | 2       | 0     | 3       |
| 9      | Norsko (NOR)                 | 1     | 0       | 0     | 1       |
| 10     | Polsko (POL)                 | 0     | 2       | 0     | 2       |
| 11     | Írán (IRI)                   | 0     | 1       | 2     | 3       |
| 12     | Bulharsko (BUL)              | 0     | 1       | 1     | 2       |
| 12     | Švédsko (SWE)                | 0     | 1       | 1     | 2       |
| 14     | Kanada (CAN)                 | 0     | 1       | 0     | 1       |
| 14     | Itálie (ITA)                 | 0     | 1       | 0     | 1       |
| 16     | Čína (CHN)                   | 0     | 0       | 1     | 1       |
| 16     | Japonsko (JPN)               | 0     | 0       | 1     | 1       |
| 16     | Rumunsko (ROU)               | 0     | 0       | 1     | 1       |
| Celkem | Celkem                       | 20    | 20      | 20    | 60      |

## Zúčastněné země
Do bojů o medaile zasáhlo 370 zápasníků z 59 zemí.
| - Alžírsko (2) - Argentina (1) - Austrálie (2) - Belgie (1) - Brazílie (1) - Bulharsko (20) - Československo (7) - Čína (8) - Dominikánská republika (1) - Egypt (3) - Estonsko (4) - Finsko (7) - Francie (9) - Guam (1) - Guatemala (1) | - Chorvatsko (1) - Indie (6) - Individuální olympijští účastníci (9) - Írán (16) - Itálie (5) - Izrael (4) - Japonsko (16) - Jihoafrická republika (3) - Jižní Korea (16) - Kanada (13) - Kolumbie (1) - Kuba (15) - Kypr (1) - Litva (1) - Lotyšsko (1) | - Maďarsko (17) - Maroko (4) - Mexiko (2) - Mongolsko (7) - Německo (17) - Nikaragua (1) - Nigérie (5) - Norsko (2) - Nový Zéland (2) - Pákistán (1) - Panama (2) - Polsko (13) - Portoriko (4) - Portugalsko (1) - Rakousko (2) | - Rumunsko (11) - Řecko (11) - Senegal (3) - Severní Korea (4) - Sjednocený tým (20) - Spojené státy americké (20) - Sýrie (3) - Španělsko (10) - Švédsko (8) - Švýcarsko (4) - Tunisko (3) - Turecko (15) - Velká Británie (1) - Venezuela (1) |